# Primera División de México (Apertura 2009)
Rozgrywki Apertury 2009 były 121 sezonem w historii ligi meksykańskiej, a 81 sezonem w historii profesjonalnej ligi meksykańskiej. Tytułu mistrzowskiego bronili UNAM Pumas. Rozgrywki były toczone fazą grupową i play-offami.

## Zespoły
Zmiana drużyn po sezonie Clausura 2009:
 Querétaro
 Necaxa
W Aperturze 2009 występowało 18 drużyn - do rozgrywek awansowało Querétaro, natomiast do Liga de Ascenso spadła Necaxa.
Mistrzem Meksyku został zwycięzca play-offów, zwanych Liguilla - Monterrey.

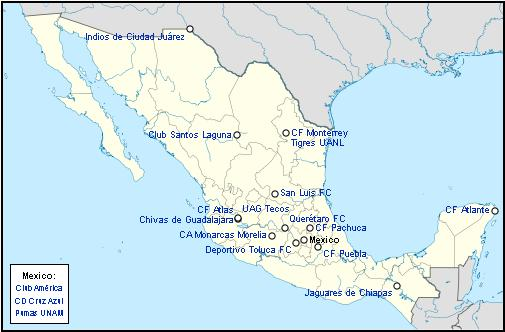
Rozmieszczenie ligowych zespołów na mapie Meksyku.

Drużyny biorące udział w Aperturze 2009 (w nawiasie miasto z siedzibą klubu):
- Club América (m. Meksyk)
- Atlante FC (Cancún)
- Club Atlas (Guadalajara)
- Cruz Azul (m. Meksyk)
- C.D. Chivas (Guadalajara)
- Indios de Ciudad Juárez (Ciudad Juárez)
- Jaguares de Chiapas (Tuxtla Gutiérrez)
- Monarcas Morelia (Morelia)
- C.F. Monterrey (Monterrey)
- C.F. Pachuca (Pachuca)
- Puebla F.C. (Puebla)
- Querétaro FC (Querétaro)
- San Luis F.C. (San Luis Potosí)
- Club Santos Laguna (Torreón)
- Tecos UAG (Guadalajara)
- Tigres UANL (Monterrey)
- Deportivo Toluca F.C. (Toluca)
- UNAM Pumas (m. Meksyk)

## Generalna tabela
| Miejsce | Zespół        | M  | Z  | R | P  | B+ | B- | +/- | Pkt. |
| ------- | ------------- | -- | -- | - | -- | -- | -- | --- | ---- |
| 1       | Toluca        | 17 | 11 | 2 | 4  | 32 | 19 | +13 | 35   |
| 2       | Cruz Azul     | 17 | 11 | 0 | 6  | 35 | 19 | +16 | 33   |
| 3       | Morelia       | 17 | 10 | 3 | 4  | 31 | 15 | +16 | 33   |
| 4       | Club América  | 17 | 8  | 6 | 3  | 29 | 16 | +13 | 30   |
| 5       | Monterrey     | 17 | 9  | 3 | 5  | 27 | 16 | +13 | 30   |
| 6       | Santos Laguna | 17 | 7  | 6 | 4  | 29 | 24 | +5  | 27   |
| 7       | Puebla        | 17 | 6  | 8 | 3  | 19 | 19 | 0   | 26   |
| 8       | Pachuca       | 17 | 7  | 3 | 7  | 24 | 29 | -5  | 24   |
| 9       | Atlante       | 17 | 7  | 2 | 8  | 18 | 23 | -5  | 23   |
| 10      | Tigres UANL   | 17 | 5  | 7 | 5  | 23 | 18 | +5  | 22   |
| 11      | San Luis      | 17 | 5  | 6 | 6  | 21 | 24 | -3  | 21   |
| 12      | Tecos UAG     | 17 | 5  | 5 | 7  | 23 | 29 | -6  | 20   |
| 13      | Jaguares      | 17 | 5  | 4 | 8  | 17 | 22 | -5  | 19   |
| 14      | Chivas        | 17 | 5  | 4 | 8  | 23 | 29 | -6  | 19   |
| 15      | Atlas         | 17 | 5  | 3 | 9  | 14 | 25 | -11 | 18   |
| 16      | Querétaro     | 17 | 5  | 3 | 9  | 17 | 29 | -12 | 18   |
| 17      | UNAM Pumas    | 17 | 4  | 5 | 8  | 16 | 23 | -7  | 17   |
| 18      | Indios        | 17 | 0  | 6 | 11 | 7  | 26 | -19 | 6    |

## Faza grupowa
Dwie najlepsze zespoły z każdej grupy oraz dwie najlepsze drużyny w generalnej tabeli, a nie awansowane poprzez zajęcie dwóch najwyższych miejsc w swoich grupach są kwalifikowane do fazy play-off.

### Grupa 1
| Zespół    | M  | Z  | R | P  | B+ | B- | +/- | Pkt. |
| --------- | -- | -- | - | -- | -- | -- | --- | ---- |
| Toluca    | 17 | 11 | 2 | 4  | 32 | 19 | +13 | 35   |
| San Luis  | 17 | 5  | 6 | 6  | 21 | 24 | -3  | 21   |
| Chivas    | 17 | 5  | 4 | 8  | 23 | 29 | -6  | 19   |
| Atlas     | 17 | 5  | 3 | 9  | 14 | 25 | -11 | 18   |
| Querétaro | 17 | 5  | 3 | 9  | 17 | 29 | -12 | 18   |
| Indios    | 17 | 0  | 6 | 11 | 7  | 26 | -19 | 6    |

### Grupa 2
| Zespół       | M  | Z  | R | P | B+ | B- | +/- | Pkt. |
| ------------ | -- | -- | - | - | -- | -- | --- | ---- |
| Morelia      | 17 | 10 | 3 | 4 | 31 | 15 | +16 | 33   |
| Club América | 17 | 8  | 6 | 3 | 29 | 16 | +13 | 30   |
| Monterrey    | 17 | 9  | 3 | 5 | 27 | 16 | +13 | 30   |
| Puebla       | 17 | 6  | 8 | 3 | 19 | 19 | 0   | 26   |
| Pachuca      | 17 | 7  | 3 | 7 | 24 | 29 | -5  | 24   |
| Jaguares     | 17 | 5  | 4 | 8 | 17 | 22 | -5  | 19   |

### Grupa 3
| Zespół        | M  | Z  | R | P | B+ | B- | +/- | Pkt. |
| ------------- | -- | -- | - | - | -- | -- | --- | ---- |
| Cruz Azul     | 17 | 11 | 0 | 6 | 35 | 19 | +16 | 33   |
| Santos Laguna | 17 | 7  | 6 | 4 | 29 | 24 | +5  | 27   |
| Atlante       | 17 | 7  | 2 | 8 | 18 | 23 | -5  | 23   |
| Tigres UANL   | 17 | 5  | 7 | 5 | 23 | 18 | +5  | 22   |
| Tecos UAG     | 17 | 5  | 5 | 7 | 23 | 29 | -6  | 20   |
| UNAM Pumas    | 17 | 4  | 5 | 8 | 16 | 23 | -7  | 17   |

## Liguilla
Faza play-off (pucharowa), czyli inaczej Liguilla, wyłania zwycięzcę rozgrywek. Spotkania są rozgrywane dwumeczami. Mistrzem Meksyku zostaje triumfator dwumeczu finałowego, a drugi finalista – wicemistrzem.
|  | Ćwierćfinały | Ćwierćfinały  | Ćwierćfinały | Ćwierćfinały | Ćwierćfinały |   |           | Półfinały | Półfinały | Półfinały | Półfinały | Półfinały |  |  | Finał | Finał     | Finał | Finał | Finał |
|  |              |               |              |              |              |   |           |           |           |           |           |           |  |  |       |           |       |       |       |
|  |              | Toluca        | 0            | 1            | 1            |   |           |           |           |           |           |           |  |  |       |           |       |       |       |
|  |              | San Luis      | 1            | 0            | 1            |   |           |           |           |           |           |           |  |  |       |           |       |       |       |
|  |              | San Luis      | 1            | 0            | 1            |   | Toluca    | 0         | 1         | 1         |           |           |  |  |       |           |       |       |       |
|  |              |               |              |              |              |   | Toluca    | 0         | 1         | 1         |           |           |  |  |       |           |       |       |       |
|  |              |               | Monterrey    | 2            | 1            | 3 |           |           |           |           |           |           |  |  |       |           |       |       |       |
|  |              | Club América  | Monterrey    | 2            | 1            | 3 | 0         | 1         | 1         |           |           |           |  |  |       |           |       |       |       |
|  |              | Club América  |              |              |              |   | 0         | 1         | 1         |           |           |           |  |  |       |           |       |       |       |
|  |              | Monterrey     | 1            | 1            | 2            |   |           |           |           |           |           |           |  |  |       |           |       |       |       |
|  |              |               |              |              |              |   |           |           |           |           |           |           |  |  |       | Monterrey | 4     | 2     | 6     |
|  |              |               |              | Cruz Azul    | 3            | 1 | 4         |           |           |           |           |           |  |  |       |           |       |       |       |
|  |              | Cruz Azul     | 4            | 3            | 7            |   |           |           |           |           |           |           |  |  |       |           |       |       |       |
|  |              | Puebla        | 4            | 2            | 6            |   |           |           |           |           |           |           |  |  |       |           |       |       |       |
|  |              | Puebla        | 4            | 2            | 6            |   | Cruz Azul | 0         | 2         | 2         |           |           |  |  |       |           |       |       |       |
|  |              |               |              |              |              |   | Cruz Azul | 0         | 2         | 2         |           |           |  |  |       |           |       |       |       |
|  |              |               | Morelia      | 0            | 1            | 1 |           |           |           |           |           |           |  |  |       |           |       |       |       |
|  |              | Morelia       | Morelia      | 0            | 1            | 1 | 1         | 3         | 4         |           |           |           |  |  |       |           |       |       |       |
|  |              | Morelia       |              |              |              |   | 1         | 3         | 4         |           |           |           |  |  |       |           |       |       |       |
|  |              | Santos Laguna | 2            | 0            | 2            |   |           |           |           |           |           |           |  |  |       |           |       |       |       |

Uwaga: Jeżeli w przypadku remisu nie można wytypować zwycięzcy dwumeczu poprzez liczbę bramek strzelonych na wyjeździe, to o awansie decyduje wyższa pozycja w generalnej tabeli. Zasada ta jest stosowana na wszystkich etapach rozgrywek, oprócz finału – tam zwycięzca jest wyłaniany w konkursie rzutów karnych.

### Ćwierćfinały

#### Toluca – San Luis
| 22 listopada 2009 12:00 EDT | San Luis · Pablo César Aguilar 76' | 1:0(0:0) | Toluca | Estadio Alfonso Lastras, San Luis Potosí Sędzia: Roberto García |
|                             |                                    |          |        |                                                                 |

| 29 listopada 2009 12:00 EDT | Toluca · Héctor Mancilla 77' | 1:0(0:0) | San Luis | Estadio Nemesio Díez, Toluca Sędzia: Benito Archundia |
|                             |                              |          |          |                                                       |

#### Monterrey – América
| 21 listopada 2009 17:00 EDT | Monterrey · Aldo de Nigris 48' | 1:0(0:0) | Club América | Estadio Tecnológico, Monterrey Sędzia: Ricardo Arellano |
|                             |                                |          |              |                                                         |

| 28 listopada 2009 21:00 EDT | Club América · Salvador Cabañas 42' (k.) | 1:1(1:0) | Monterrey · Humberto Suazo 79' | Estadio Azteca, m. Meksyk Sędzia: Marco Rodríguez |
|                             |                                          |          |                                |                                                   |

#### Cruz Azul – Puebla
| 21 listopada 2009 19:00 EDT | Puebla · Nicolás Olivera 1' · Alejandro Acosta 29' · Nicolás Vigneri 32' · Jared Borgetti 45' | 4:4(4:2) | Cruz Azul · Melvin Brown 12' · Gerardo Torrado 21' · Jaime Lozano 51' (k.), 81' | Estadio Cuauhtémoc, Puebla Sędzia: Erim Ramírez |
|                             |                                                                                               |          |                                                                                 |                                                 |

| 28 listopada 2009 17:00 EDT | Cruz Azul · César Villaluz 19' · Julio Domínguez 34' · Fausto Pinto 52' | 3:2(2:1) | Puebla · Nicolás Olivera 30', 90+1' | Estadio Azul, m. Meksyk Sędzia: José Peñaloza |
|                             |                                                                         |          |                                     |                                               |

#### Morelia – Santos Laguna
| 22 listopada 2009 17:00 EDT | Santos Laguna · Carlos Ochoa 25', 61' | 2:1(1:0) | Morelia · Hugo Droguett 49' | Estadio Corona, Torreón Sędzia: Germán Arredondo |
|                             |                                       |          |                             |                                                  |

| 29 listopada 2009 17:00 EDT | Morelia · Wilson Tiago Mathías 7' · Miguel Sabah 39' · Mauricio Martín Romero 84' | 3:0(2:0) | Santos Laguna | Estadio Morelos, Morelia Sędzia: Mauricio Morales |
|                             |                                                                                   |          |               |                                                   |

### Półfinały

#### Monterrey – Toluca
| 3 grudnia 2009 21:00 EDT | Monterrey · Aldo de Nigris 45', 66' | 2:0(1:0) | Toluca | Estadio Tecnológico, Monterrey Sędzia: José Peñaloza |
|                          |                                     |          |        |                                                      |

| 6 grudnia 2009 12:00 EDT | Toluca · Isaac Brizuela 80' | 1:1(0:0) | Monterrey · Darío Carreño 71' | Estadio Nemesio Díez, Toluca Sędzia: Jorge Gasso |
|                          |                             |          |                               |                                                  |

#### Cruz Azul – Morelia
| 2 grudnia 2009 21:00 EDT | Morelia | 0:0(0:0) | Cruz Azul | Estadio Morelos, Morelia Sędzia: Roberto García |
|                          |         |          |           |                                                 |

| 5 grudnia 2009 17:00 EDT | Cruz Azul · Javier Orozco 58' · Emanuel Villa 65' | 2:1(0:0) | Morelia · Miguel Sabah 49' | Estadio Azul, m. Meksyk Sędzia: Paul Delgadillo |
|                          |                                                   |          |                            |                                                 |

### Finał

#### Monterrey – Cruz Azul
| 10 grudnia 2009 21:00 EDT | Monterrey · Emanuel Villa 3' (sam.) · Humberto Suazo 47', 88' · Sergio Santana 70' | 4:3(1:3) | Cruz Azul · Cristian Riveros 6', 17' · Emanuel Villa 34' | Estadio Tecnológico, Monterrey Sędzia: Jorge Gasso |
|                           |                                                                                    |          |                                                          |                                                    |

| 13 grudnia 2009 18:00 EDT | Cruz Azul · Alejandro Castro 77' | 1:2(0:0) | Monterrey · Aldo de Nigris 54' · Humberto Suazo 90' | Estadio Azul, m. Meksyk Sędzia: Marco Rodríguez |
|                           |                                  |          |                                                     |                                                 |

## Nagrody
| Nagroda                       | Piłkarz                  | Zespół    |
| ----------------------------- | ------------------------ | --------- |
| Najlepszy piłkarz             | Humberto Suazo           | Monterrey |
| Najlepszy trener              | Víctor Manuel Vucetich   | Monterrey |
| Najlepszy bramkarz            | Jonathan Orozco          | Monterrey |
| Najlepszy boczny obrońca      | Rogelio Chávez           | Cruz Azul |
| Najlepszy środkowy obrońca    | Duilio Davino            | Monterrey |
| Najlepszy defensywny pomocnik | Gerardo Torrado          | Cruz Azul |
| Najlepszy ofensywny pomocnik  | Jaime Lozano             | Cruz Azul |
| Najlepszy napastnik           | Emanuel Villa            | Cruz Azul |
| Odkrycie roku                 | Raúl Nava                | Toluca    |
| Najlepszy sędzia              | Armando Archundia Téllez |           |
| Najlepszy sędzia liniowy      | José Luis Camargo        |           |

## Najlepsi strzelcy
| Miejsce | Piłkarz             | Zespół       | Gole |
| ------- | ------------------- | ------------ | ---- |
| 1       | Emanuel Villa       | Cruz Azul    | 17   |
| 2       | Héctor Mancilla     | Toluca       | 12   |
| 3       | Salvador Cabañas    | Club América | 11   |
| 3       | Javier Hernández    | Guadalajara  | 11   |
| 5       | Rafael Márquez Lugo | Atlante      | 9    |
| 5       | Alfredo Moreno      | San Luis     | 9    |
| 7       | Juan Carlos Cacho   | Pachuca      | 7    |
| 7       | Aldo de Nigris      | Monterrey    | 7    |
| 7       | Luis Gabriel Rey    | Morelia      | 7    |
| 7       | Humberto Suazo      | Monterrey    | 7    |